# Urobotrya parviflora
Urobotrya parviflora är en tvåhjärtbladig växtart som beskrevs av Hiepko. Urobotrya parviflora ingår i släktet Urobotrya och familjen Opiliaceae. Inga underarter finns listade i Catalogue of Life.